# 新六間道路
新六間道路（しんろっけんどうろ）は、埼玉県さいたま市浦和区常盤二丁目の埼玉県道65号さいたま幸手線（旧中山道）から同市桜区道場に至る道路の通称である。国道17号（中山道）と交わる以前（埼玉県道66号浦和桶川線の頃）は「六間道路」の通称であり、現在でもその通称が使われている。

## 概要
起点より東の市道はその先幅員が減少し、京浜東北線、宇都宮線・高崎線、湘南新宿ライン沿いを通り浦和駅西口へ通じている。浦和駅から新六間道路全区間を通って桜区道場・大久保方面を結ぶ国際興業バスの路線がある。

## 正式名称
| 埼玉県道57号標識 | 埼玉県道165号標識 |

- 埼玉県道57号さいたま鴻巣線（浦和区 六間通り交差点 - 桜区道場）
- 埼玉県道165号大谷本郷さいたま線（桜区 日向交差点 - 南元宿交差点。上記の路線と重複）

## 渋滞
新六間道路は国道17号現道と新大宮バイパス間を垂直に結ぶ道路の一つであるが、近隣の国道463号浦和所沢バイパス（埼大通り）や埼玉県道40号さいたま東村山線（志木街道）と比べれば国道17号現道 - バイパス間の渋滞が激しいものではない。しかし、町谷北交差点の先は中規模の工場や運輸会社の物流基地などが新大宮バイパスに平行するように密集している地帯（桜区桜田など）があるため、平日朝夕は町谷北交差点と道場・大久保間にかけては慢性的な大渋滞が発生している。浦和所沢バイパスの裏道として利用するトラックも多い。

### 宅地開発
町谷北交差点以西の沿線であるさいたま市桜区町谷・栄和・道場地域はかつて農村で、1980年代から宅地開発が進んだ。住民の流入が続いた1990年代後半からは浦和駅方面の路線バスが増発されたこともあり、さらなる宅地開発に拍車をかけ、さいたま市の政令指定都市移行に伴って道場に桜区役所などの公共施設が新設されたことから、朝夕の通勤時間帯のほか昼間にも道路混雑・渋滞が発生するようになる。さらに2008年には、町谷北交差点と桜区役所の間に住居数約800戸の大規模マンションサクラディア（分譲主：ゼファー）が完成し、さらなる住民の流入で地元自治会などでは道路環境の悪化が懸念されている。

### 今後
新六間道路の渋滞が慢性化しており、さらに通学路となっているが歩道が整備されておらず、大型トラックの往来も多いため、死亡事故も発生しており危険性が高まっている。町谷交差点は2011年は埼玉県内で最も事故の多い交差点であった。
2018年1月31日、本道路の南側を並行する都市計画道路町谷本太線（市役所通り）が全通した。同線は道幅が広く（例えば「鴻沼工区」は16m）全区間に渡り歩道が整備されており、かつ国道17号現道以西は交通量が少ないため本道路などからの迂回に適した路線である。また、同線の南側に田島大牧線および大谷場高木線が、本道路の北側に道場三室線が建設中であり、今後渋滞は改善される見込みである。

## 接続する主な道路
※左が上り線、右が下り線（終点方面行き）である。
| 接続する道路                             | 接続する道路                           | 交差点名 | 所在地 |
| ---------------------------------------- | -------------------------------------- | -------- | ------ |
| 浦和駅西口方面                           |                                        |          |        |
| 埼玉県道65号さいたま幸手線（旧中山道）   | 埼玉県道65号さいたま幸手線（旧中山道） |          | 浦和区 |
| 国道17号・国道463号（中山道）            | 国道17号・国道463号（中山道）          | 六間通り | 浦和区 |
| 埼玉県道165号大谷本郷さいたま線          |                                        | 日向     | 桜区   |
|                                          | 埼玉県道165号大谷本郷さいたま線        | 南元宿   | 桜区   |
| 国道17号新大宮バイパス                   | 国道17号新大宮バイパス                 | 町谷     | 桜区   |
| 埼玉県道57号さいたま鴻巣線・大谷場高木線 | 大谷場高木線                           |          | 桜区   |

## 交差する高速道路・鉄道・河川
- 武蔵野線大宮支線（別所信号場 - 与野駅間）
- 鴻沼川（西戸橋）
- JR埼京線（中浦和駅 - 南与野駅間）
- 東北新幹線（上野駅 - 大宮駅間）
- 首都高速埼玉大宮線（町谷交差点直上）

## 沿線の主な施設
- いなげや浦和常盤店
- 埼玉大学教育学部附属小学校
- さいたま市水道局南部水道営業所
- ひなぎく幼稚園
- さいたま市立仲町小学校
- すき家さいたま西堀店
- ブックオフ浦和南元宿店
- ヨークマート南元宿店
- さいたま市立土合中学校
- グルメシティ浦和道場店